# Chicago Daily Journal
Ne doit pas être confondu avec Chicago Daily News ou Chicago Daily Times.
Le Chicago Daily Journal (Chicago Evening Journal de 1861 à 1896), est un journal de Chicago publié de 1844 à 1929. 

## Histoire
En avril 1844, un groupe d'hommes achète le Chicago Express, alors âgé de deux ans. Quelques jours plus tard, le journal est publié pour la première fois dans les anciens bureaux de l' Express, trois ans avant la création du Chicago Tribune,. 
Richard L. Wilson acquiert le journal de son groupe fondateur après l'élection de 1844. Il en est le rédacteur en chef, avec une interruption lorsque le président Taylor le nomme maître de poste de Chicago en 1849. 
Journal whig à l'origine, il devient à la fin des années 1850 un journal résolument républicain et un fervent partisan d'Abraham Lincoln. Son rédacteur en chef, Charles L. Wilson, propose la candidature de Lincoln au Sénat américain pour l'Illinois en 1858. Wilson (avec d'autres) aide Lincoln à rédiger sa lettre de défi à Stephen A. Douglas pour diriger les débats Lincoln-Douglas,,.
Lorsque Wilson meurt en 1856, son frère Charles L. Wilson en devient l'unique propriétaire. Lorsque Abraham Lincoln nomme Wilson à un poste diplomatique à Londres en 1861, son frère John L. Wilson gère le journal jusqu'au retour de Charles en 1864. Charles L. Wilson est décédé en 1878, et Andrew Shuman (lieutenant-gouverneur de l'Illinois de 1877 à 1881) devient alors rédacteur en chef. Shuman est associé au journal pendant 33 ans, commençant comme rédacteur adjoint en 1856 et prenant sa retraite comme rédacteur en chef en 1888. George Martin et Slason Thompson lui succèdent comme rédacteurs en chef à la fin des années 1880 et au milieu des années 1890,,.
Le journal est le premier à publier l'histoire (aujourd'hui considérée comme fausse) selon laquelle une vache appartenant à Catherine O'Leary était responsable de l'incendie de Chicago en 1871.
En 1875, le journaliste du Chicago Daily Journal Newton S. Grimwood meurt alors qu'il est le seul passager d'un vol en montgolfière avec l'aérostier Washington Harrison Donaldson. 
James E. Scripps et son gendre George G. Booth achètent le journal en 1895. Le frère de George, Ralph, a également acquis plus tard une participation et est devenu rédacteur en chef et éditeur en 1900,.
John C. Eastman, qui a dirigé les opérations de William Randolph Hearst à Chicago, acquiert le journal aux Booth en 1904,,,. De 1904 à 1906, le journal affirme avoir augmenté son tirage quotidien de 34 800 à 85 000 exemplaires. Il lègue le journal à cinq de ses employés à sa mort en 1925, alors qu'il a un tirage déclaré d'environ 125 000 exemplaires. Samuel Emory Thomason, ancien directeur général du Tribune, ainsi que John Stewart Bryan (en) du Richmond News Leader, achètent le journal en 1928 pour 2 000 000 $,. Richard J. Finnegan devient rédacteur en chef du journal en 1916. 
Le Chicago Daily News achète le nom et la diffusion du journal en 1929, annoncé le 2 août. Le dernier numéro est imprimé le 21 août 1929,,,. Mais Thomason conserve le bâtiment et les ressources du journal, et rapidement lance le tabloïd Daily Illustrated Times (en) (avec Finnegan continuant comme rédacteur en chef),. Ce journal (simplement connu sous le nom de Daily Times après 1935) fusionne avec le Chicago Sun en 1948 pour devenir le Chicago Sun-Times. Par cette descendance, le Sun-Times revendique la lignée de 1844 du journal.